# Milo (stacja metra)
Milo – stacja metra w Katanii, położona na jedynej linii sieci. Znajduje się na zachód od dzielnicy Borgo, między via Milo i via Bronte, z trzema wejściami (schodami i dwiema windami).
Inauguracja odbyła się w dniu 30 marca 2017, W tym samym czasie co odcinek Borgo-Nesima, natomiast otwarcie publiczne odbyło się następnego dnia. Dominującym kolorem na stacji jest żółty.